# Ciclovia della Conca Reatina
La ciclovia della Conca Reatina è una pista ciclabile della provincia di Rieti ad uso ciclopedonale, ideata per la promozione del turismo e dell'attività sportiva. Il suo percorso attraversa la parte inferiore della Piana Reatina e forma un anello di 21 km, con inizio e fine nel capoluogo Rieti.

## Caratteristiche

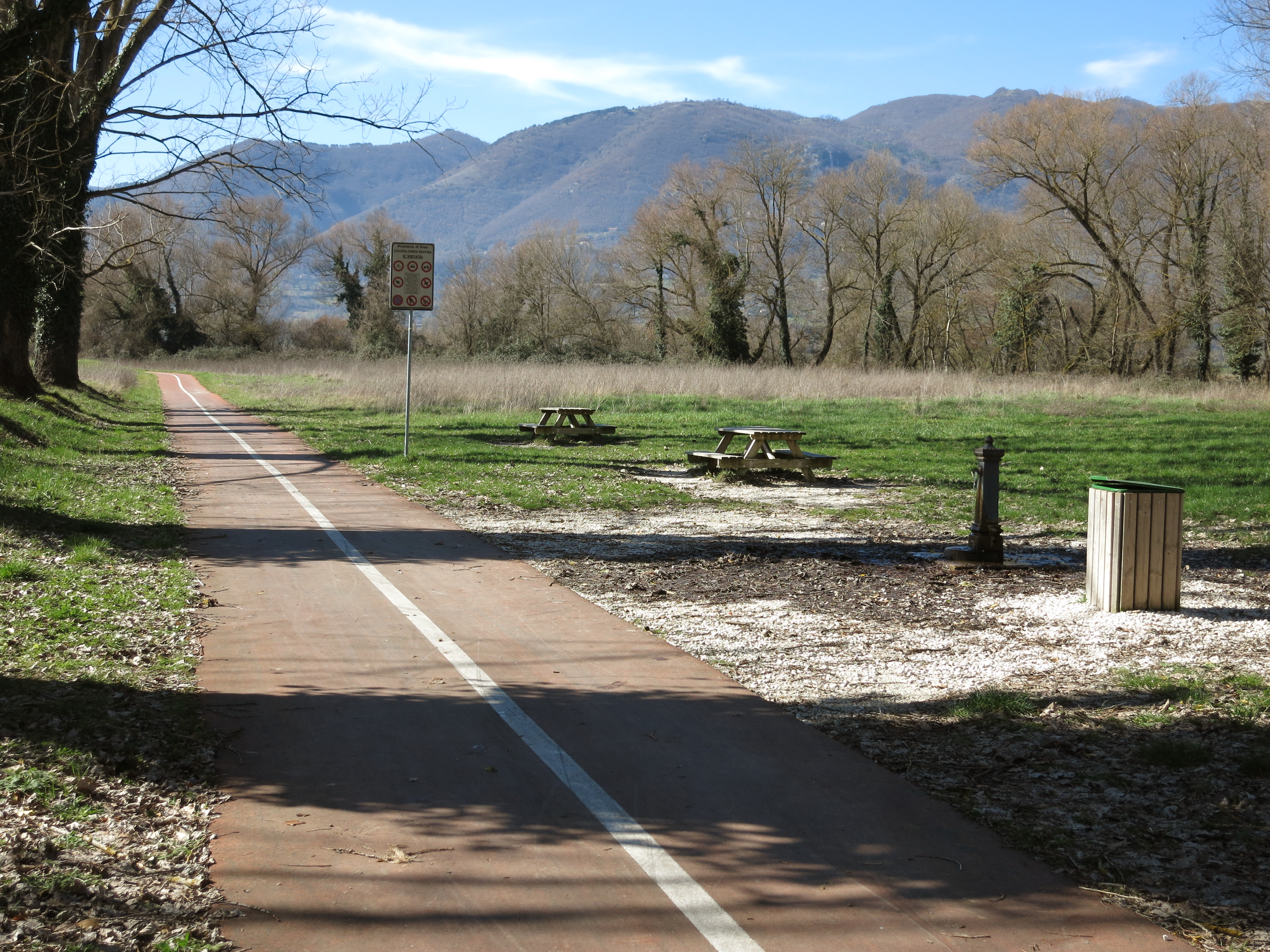
L'area di sosta dietro Colle Aluffi

La ciclovia, immersa nella natura della campagna reatina, corre tra boschi e campi coltivati, a fianco dei fiumi Velino e Turano e con il Monte Terminillo sullo sfondo; si sviluppa completamente in pianura, con pendenze trascurabili, su fondo completamente asfaltato di colore arancione. I 21 km del suo percorso si compongono di 13 km in sede dedicata e 8 km in strade a basso traffico ad uso promiscuo (dove l'accesso è consentito sia alle biciclette che ai veicoli a motore, ma solo per l'accesso alle proprietà private che si trovano a bordo strada). Sul suo percorso sono presenti tre ponti ciclopedonali in legno lamellare e quattro aree di sosta attrezzate con tavoli da picnic, panche, cestini e fontane.
Gli attraversamenti stradali sono sempre segnalati (sia sul lato della strada che sulla ciclovia); quelli sulle strade più trafficate sono protetti da dissuasori, sia per evitare che la ciclabile sia utilizzata da auto e moto, sia per indurre i ciclisti a rallentare.
La ciclovia è stata realizzata dalla provincia di Rieti su idea dell'allora presidente Fabio Melilli con 2 300 000 € di finanziamento della regione Lazio erogato nel 2006 e 130 000 € di fondi propri; la costruzione è iniziata nel novembre 2008 e l'inaugurazione è avvenuta il 15 luglio 2012. È rimasto irrealizzato tuttavia il tratto di ottocento metri tra via Votone e via Loreto Mattei, che per essere completato avrebbe richiesto una variante al piano regolatore; in sua mancanza, il tratto finale della ciclovia deve essere percorso sulla trafficata via Domenico di Carlo, oppure sul percorso più lungo (ma meno trafficato) di via Comunali. Nel progetto "Rieti 2020", sottoposto dal comune nell'ambito del programma straordinario per la riqualificazione urbana e approvato dal governo nel 2017, è previsto il completamento della ciclovia nel breve tratto mancante, nonché il suo collegamento diretto con la pista ciclabile del comune di Rieti che corre lungo la parte urbana del fiume Velino, con la realizzazione di un sottopasso ferroviario.
Secondo il progetto iniziale la ciclovia realizzata doveva essere il primo stralcio funzionale di una rete di piste ciclabili a servizio dei comuni della Piana, che prevedeva la realizzazione di un secondo anello di 22 chilometri che avrebbe coperto la parte superiore della Conca (toccando Rieti, Cantalice, Poggio Bustone, Rivodutri, Colli sul Velino, Greccio e Contigliano) e di altri collegamenti radiali per un totale di 82 km.

## Percorso

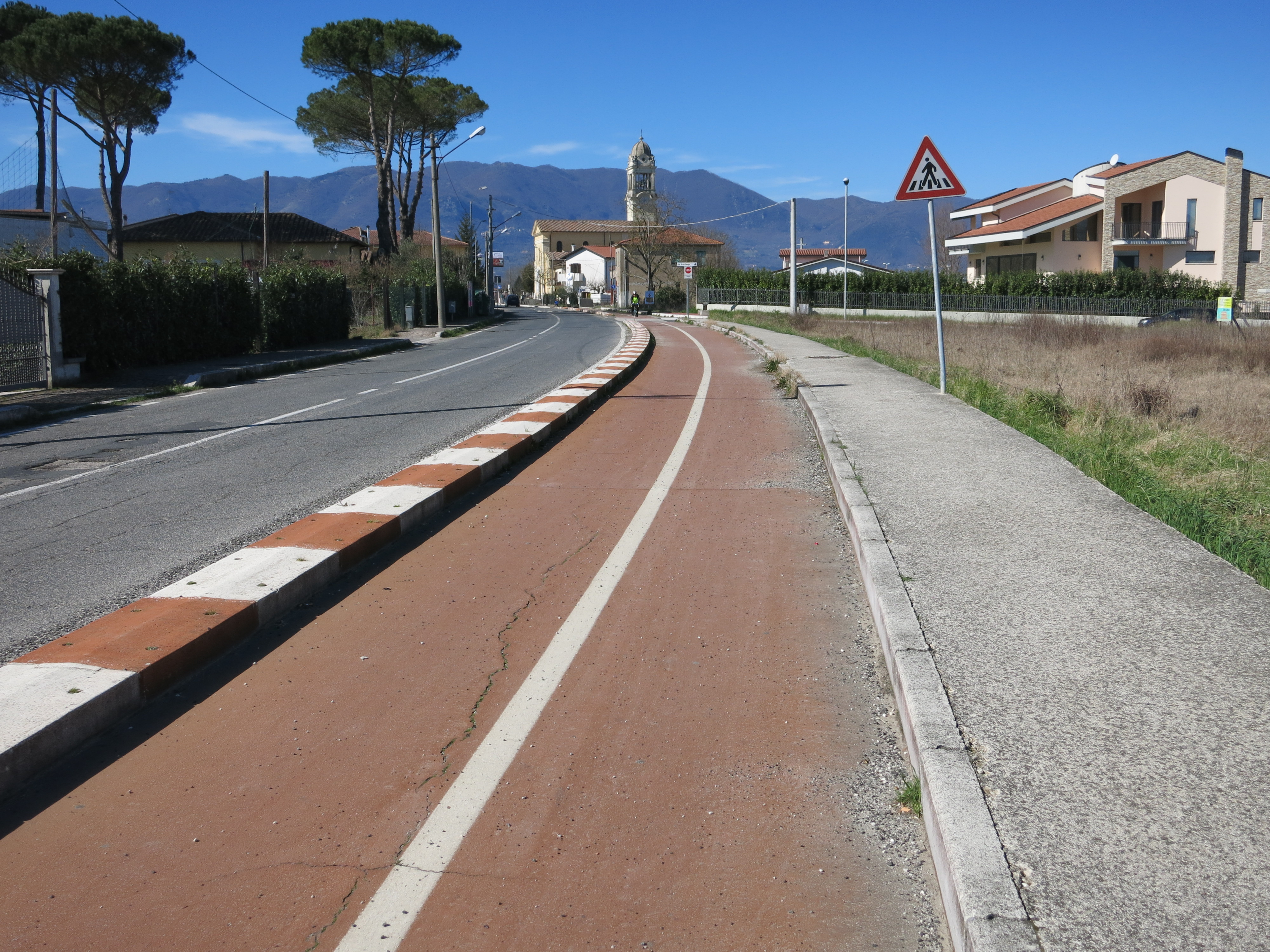
La ciclovia fiancheggia la provinciale per Reopasto a Chiesa Nuova

La ciclovia ha inizio a Rieti, dove fiancheggia la città per tutto il lato occidentale, da meridione a settentrione, attraversando il quartiere Molino della Salce, costeggiando la ex SNIA Viscosa ed il quartiere Madonna del Cuore. Uscita dal centro urbano scorre tra orti e campi coltivati, fino a incontrare la Strada Provinciale 1 per Reopasto dove si trova la prima area di sosta.

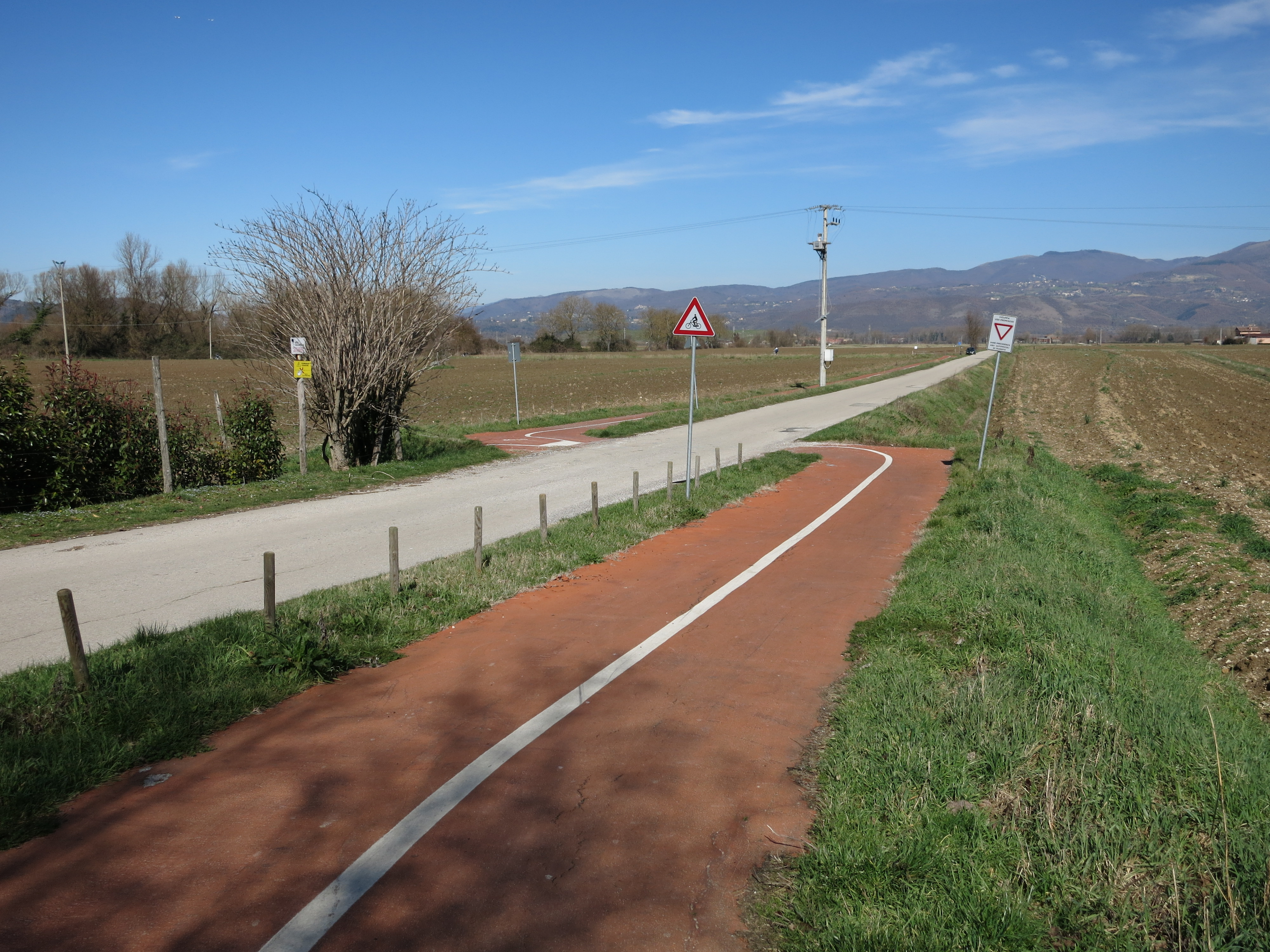
Un attraversamento stradale poco prima della seconda area di sosta

Da qui la ciclovia si affianca alla provinciale (dalla quale è separata da un cordolo in cemento o dal guard rail), attraversando la frazione di Chiesa Nuova, fino a giungere ai piedi dei colle Aluffi e colle San Pastore, dove si distacca dalla provinciale ed aggira i due rilievi passando al loro nord. Qui la pista ciclabile raggiunge il suo punto più settentrionale, incontra l'argine del fiume Velino (dove si trova la seconda area di sosta) e seguendo l'argine piega ad ovest.
Incrociata di nuovo la strada provinciale 1, la ciclovia si serve di un suo ponte per attraversare il fiume; dopo il ponte continua in sede dedicata ma con asfalto nero e non più arancione, entrando nel territorio del comune di Contigliano e raggiungendo la frazione di Terria, da dove prosegue verso sud superando con un ponte il fiume Turano. Dopo il rettilineo ai piedi del colle Montecchio termina il tratto in sede dedicata e la ciclovia prosegue su strade di campagna ad uso promiscuo, dove è segnalata solo dalla linea arancione tratteggiata ai fianchi della carreggiata e da pittogrammi con l'icona della bicicletta ripetuti ogni 250 metri.

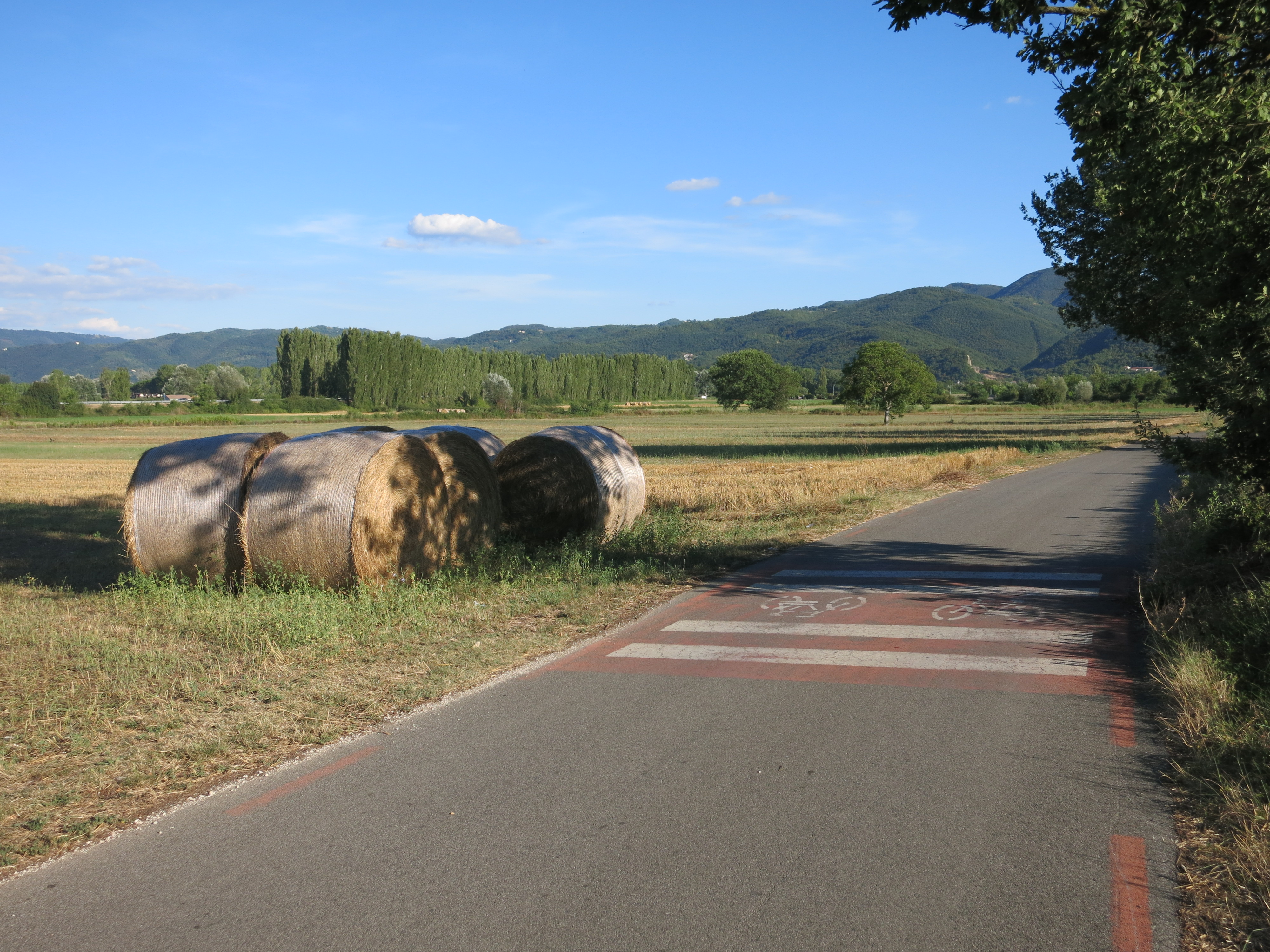
Segnaletica orizzontale nei tratti ad uso promiscuo, ripetuta ogni 250 metri

Dopo aver sottopassato la superstrada Rieti-Terni, la ciclovia lambisce Contigliano ma piega a sud senza attraversarlo, procedendo affiancata alla ferrovia Terni-Rieti-L'Aquila. La ciclabile percorre interamente Via del Monumento e giunge nelle vicinanze della stazione di Contigliano; con un ponte in legno lamellare sovrappassa la strada di accesso allo svincolo della superstrada e prosegue in sede dedicata per circa ottocento metri, nei quali è presente la terza area di sosta ed un secondo ponte con cui supera il torrente Canera; infine torna in uso promiscuo in una strada di campagna, rientrando nel territorio comunale di Rieti.

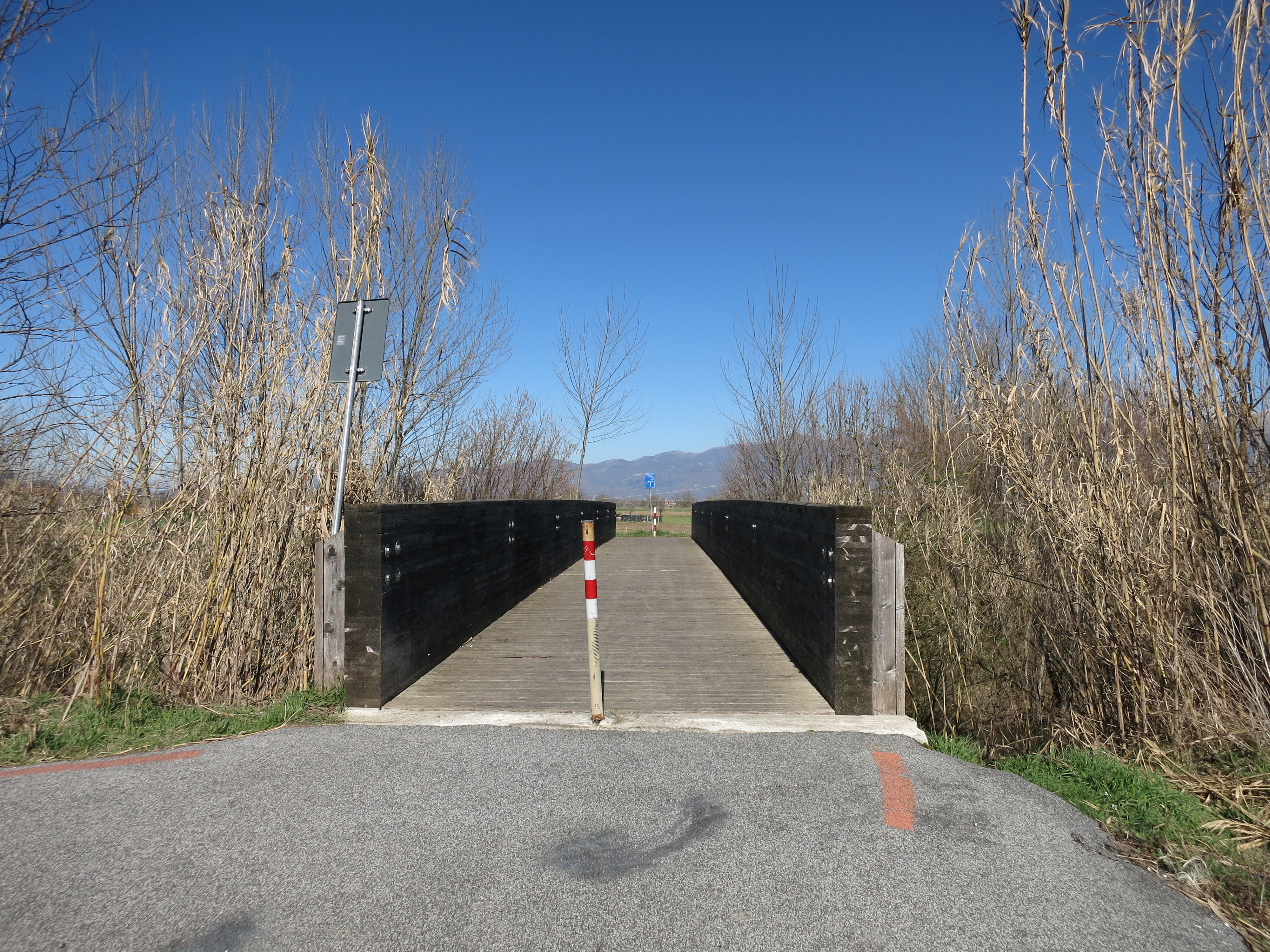
Il ponte sul Turano nei pressi di Piani Sant'Elia

La ciclovia entra a Piani Poggio Fidoni in corrispondenza della stazione ferroviaria, attraversa il paese seguendo via Larghetto e via dei Prati e ne esce, distaccandosi dal tracciato della ferrovia. Da lì percorre in uso promiscuo strade di campagna, sottopassando di nuovo la superstrada e proseguendo fino ad arrivare a 600 metri da Piani Sant'Elia, che però non viene attraversata. In questo punto è presente un ultimo ponte in legno lamellare sul Turano; da qui si può scegliere se rientrare a Rieti tramite un tratto di 600 metri in sede dedicata e proseguire per 2,5 km su via Comunali e via Velinia, oppure tramite un tratto di 1,5 km in uso promiscuo proseguendo per 800 metri su via Votone.
In entrambi i casi si giunge all'estremità meridionale di Via Loreto Mattei, dove la ciclabile ritorna in sede dedicata fiancheggiando la strada e facendo ingresso a Rieti tramite il cosiddetto "ponte di ferro" sul Velino. Subito dopo il ponte la ciclovia si addentra nel quartiere Molino della Salce, riallacciandosi con il tratto da cui si era partiti.